# Distrikt Balsapuerto
Der Distrikt Balsapuerto liegt in der Provinz Alto Amazonas in der Region Loreto in Nordost-Peru. Der Distrikt wurde am 2. Januar 1857 gegründet. Der Distrikt hat eine Fläche von 2907 km². Beim Zensus 2017 lebten 16.084 Einwohner im Distrikt. Im Jahr 1993 lag die Einwohnerzahl bei 9162, im Jahr 2007 bei 13.868. Verwaltungssitz ist die 220 m hoch am linken Flussufer des Río Cachiyacu, einem rechten Nebenfluss des Río Paranapura, gelegene Ortschaft Balsapuerto mit 1158 Einwohnern (Stand 2017). Balsapuerto liegt 50 km westnordwestlich der Provinzhauptstadt Yurimaguas.

## Geographische Lage
Der Distrikt Balsapuerto liegt an der Ostflanke der peruanischen Ostkordillere am Westrand des peruanischen Amazonasgebietes im äußersten Westen der Provinz Alto Amazonas. Der Río Paranapura entwässert das Areal nach Osten zum Río Huallaga.
Der Distrikt Balsapuerto grenzt im Nordwesten an den Distrikt Cahuapanas (Provinz Datem del Marañón), im Nordosten an den Distrikt Jeberos, im Osten an den Distrikt Yurimaguas, im Süden an die Distrikte Caynarachi, San Roque de Cumbaza und Pinto Recodo (alle drei in der Provinz Lamas) sowie im Südwesten an den Distrikt Moyobamba (Provinz Moyobamba).